# Andrés Román
Andrés Felipe Román Mosquera, noto semplicemente come Andrés Román (Bogotà, 5 ottobre 1995), è un calciatore colombiano, difensore dell'Atlético Nacional.

## Caratteristiche tecniche
È un terzino destro.

## Carriera

### Club
Cresciuto nel settore giovanile del Millonarios, debutta in prima squadra il 28 maggio 2017 in occasione dell'incontro di Categoría Primera A pareggiato 1-1 contro il Deportivo Cali.

### Nazionale
Nel 2022 ha esordito in nazionale.

## Statistiche
Statistiche aggiornate al 24 luglio 2024.

### Presenze e reti nei club
| Stagione                 | Squadra                  | Campionato               | Campionato | Campionato | Coppe nazionali | Coppe nazionali | Coppe nazionali | Coppe continentali | Coppe continentali | Coppe continentali | Altre coppe | Altre coppe | Altre coppe | Totale | Totale | Totale |
| Stagione                 | Squadra                  | Comp                     | Pres       | Reti       | Comp            | Pres            | Reti            | Comp               | Pres               | Reti               | Comp        | Pres        | Reti        | Pres   | Reti   |        |
| ------------------------ | ------------------------ | ------------------------ | ---------- | ---------- | --------------- | --------------- | --------------- | ------------------ | ------------------ | ------------------ | ----------- | ----------- | ----------- | ------ | ------ | ------ |
| 2017                     | Millonarios              | A                        | 6          | 0          | CC              | 0               | 0               |                    | -                  | -                  |             | -           | -           | 6      | 0      |        |
| 2018                     | Millonarios              | A                        | 17         | 0          | CC              | 2               | 0               | CL+CS              | 0+3                | 0                  | SC          | 0           | 0           | 22     | 0      |        |
| 2019                     | Millonarios              | A                        | 29         | 3          | CC              | 4               | 0               |                    | -                  | -                  |             | -           | -           | 33     | 3      |        |
| 2020                     | Millonarios              | A                        | 17         | 1          | CC              | 1               | 1               | CS                 | 1                  | 0                  |             | -           | -           | 19     | 2      |        |
| 2021                     | Millonarios              | A                        | 25         | 4          | CC              | 2               | 0               |                    | -                  | -                  |             | -           | -           | 27     | 4      |        |
| gen.- giu.2022           | Millonarios              | A                        | 4          | 0          | CC              | 2               | 0               | CL                 | 2                  | 0                  |             | -           | -           | 8      | 0      |        |
| Totale Millonarios       | Totale Millonarios       | Totale Millonarios       | 98         | 8          |                 | 11              | 1               |                    | 6                  | 0                  |             | 0           | 0           | 115    | 9      |        |
| lug.- dic.2022           | Atlético Nacional        | A                        | 15         | 3          | CC              | 0               | 0               |                    | -                  | -                  |             | -           | -           | 15     | 3      |        |
| 2023                     | Atlético Nacional        | A                        | 27         | 2          | CC              | 1               | 0               | CL                 | 4                  | 0                  | SL          | 2           | 1           | 34     | 3      |        |
| Totale Atlético Nacional | Totale Atlético Nacional | Totale Atlético Nacional | 42         | 5          |                 | 1               | 0               |                    | 4                  | 0                  |             | 2           | 1           | 49     | 6      |        |
| Totale carriera          | Totale carriera          | Totale carriera          | 125        | 10         |                 | 12              | 1               |                    | 10                 | 0                  |             | 2           | 1           | 149    | 12     |        |

## Palmarès

### Club

#### Competizioni nazionali
- Copa Colombia: 3

Millonarios: 2022
Atlético Nacional: 2023, 2024
- Súper Liga: 3

Millonarios: 2018
Atlético Nacional: 2023, 2025